# A Dona do Barraco
"A Dona do Barraco" é uma canção composta por Renato Moreno e Beto Caju, gravada pela banda sergipana Calcinha Preta especialmente para ser o tema da personagem Adisabeba (Suzana Vieira), na novela A Regra do Jogo, da Rede Globo, no ano de 2015. A canção foi interpretada pelo então vocalista, Marlus Viana.